# Палестина на літніх Олімпійських іграх 2016
Палестина на літніх Олімпійських іграх  2016 була представлена 6 спортсменами в 4 видах спорту. Жодної медалі олімпійці Палестини не завоювали.

## Спортсмени
| Дисципліна     | Чоловіки | Жінки | Разом |
| -------------- | -------- | ----- | ----- |
| Легка атлетика | 1        | 1     | 2     |
| Кінний спорт   | 1        | 0     | 1     |
| Дзюдо          | 1        | 0     | 1     |
| Плавання       | 1        | 1     | 2     |
| Разом          | 4        | 2     | 6     |

## Легка атлетика
Палестинські легкоатлети кваліфікувалися у наведених нижче дисциплінах (не більш як 3 спортсмени в кожній дисципліні):
Легенда
- Примітка – для трекових дисциплін місце вказане лише для забігу, в якому взяв участь спортсмен
- Q = пройшов у наступне коло напряму
- q = пройшов у наступне коло за добором (для трекових дисциплін - найшвидші часи серед тих, хто не пройшов напряму; для технічних дисциплін - увійшов до визначеної кількості фіналістів за місцем якщо напряму пройшло менше спортсменів, ніж визначена кількість)
- NR = Національний рекорд
- N/A = Коло відсутнє у цій дисципліні
- Bye = спортсменові не потрібно змагатися у цьому колі

Трекові і шосейні дисципліни
| Спортсмен         | Дисципліна                   | Попередній забіг | Попередній забіг | Чвертьфінал | Чвертьфінал | Півфінал        | Півфінал        | Фінал           | Фінал           |
| Спортсмен         | Дисципліна                   | Результат        | Місце            | Результат   | Місце       | Результат       | Місце           | Результат       | Місце           |
| ----------------- | ---------------------------- | ---------------- | ---------------- | ----------- | ----------- | --------------- | --------------- | --------------- | --------------- |
| Мохаммед Абукхуса | біг на 100 метрів (чоловіки) | 10.82            | 3 q              | 11.89       | 9           | Завершив виступ | Завершив виступ | Завершив виступ | Завершив виступ |
| Маяда Аль-Саяд    | марафон (жінки)              | Н/Д              | Н/Д              | Н/Д         | Н/Д         | Н/Д             | Н/Д             | 2:42:28         | 67              |

## Кінний спорт
Палестина делегувала одного спортсмена на змагання з виїздки, завдяки його першому місцю олімпійському рейтингу FEI від Африки і Середнього Сходу, і таким чином дебютувала на Олімпійських іграх у цьому виді спорту.

### Виїздка
| Спортсмен          | Кінь   | Дисципліна            | Grand Prix | Grand Prix | Grand Prix Special | Grand Prix Special | Grand Prix Freestyle | Grand Prix Freestyle | Загалом         | Загалом         |
| Спортсмен          | Кінь   | Дисципліна            | Оцінка     | Місце      | Оцінка             | Місце              | Оцінка               | Місце                | Результат       | Місце           |
| ------------------ | ------ | --------------------- | ---------- | ---------- | ------------------ | ------------------ | -------------------- | -------------------- | --------------- | --------------- |
| Крістіан Ціммерман | Aramis | індивідуальна виїздка | 63.271     | 57         | Завершив виступ    | Завершив виступ    | Завершив виступ      | Завершив виступ      | Завершив виступ | Завершив виступ |

## Дзюдо
Палестина отримала запрошення від Тристоронньої комісії на участь у Олімпіаді одного дзюдоїста у ваговій категорії до 60 кг.
| Спортсмен  | Категорія           | Раунд 1/64                 | Раунд 1/32         | Раунд 1/16         | Чвертьфінали       | Півфінали          | Втішний поєдинок   | Фінал / БМ         | Фінал / БМ      |
| Спортсмен  | Категорія           | Суперник Результат         | Суперник Результат | Суперник Результат | Суперник Результат | Суперник Результат | Суперник Результат | Суперник Результат | Місце           |
| ---------- | ------------------- | -------------------------- | ------------------ | ------------------ | ------------------ | ------------------ | ------------------ | ------------------ | --------------- |
| Сімон Якуб | до 60 кг (чоловіки) | Валіде Хяр (FRA) L 000–100 | Завершив виступ    | Завершив виступ    | Завершив виступ    | Завершив виступ    | Завершив виступ    | Завершив виступ    | Завершив виступ |

## Плавання
Палестина отримала універсальні місця від FINA на участь в Олімпійських іграх двох плавців (по одному кожної статі).
| Спортсмен      | Дисципліна                           | Попередній забіг | Попередній забіг | Півфінал         | Півфінал         | Фінал            | Фінал            |
| Спортсмен      | Дисципліна                           | Час              | Місце            | Час              | Місце            | Час              | Місце            |
| -------------- | ------------------------------------ | ---------------- | ---------------- | ---------------- | ---------------- | ---------------- | ---------------- |
| Ахмед Гебрель  | 200 метрів вільним стилем (чоловіки) | 1:59:71          | 47               | Завершив виступ  | Завершив виступ  | Завершив виступ  | Завершив виступ  |
| Мірі Аль-Атраш | 50 метрів вільним стилем (жінки)     | 28.76            | 62               | Завершила виступ | Завершила виступ | Завершила виступ | Завершила виступ |